# 제이미 로맥
제임스 로버트 로맥(James Robert Romak, 1985년 9월 30일 ~ )은 캐나다의 전 야구 선수이자, 현 GREAT LAKE CANADIANS의 퍼포먼스 디렉터이다.

## 선수 시절

### 미국 프로야구 시절
2014년에 LA 다저스에 입단하였다.

### 일본 프로야구 시절
2016년에 아롬 발디리스를 대체할 외국인 야수로 요코하마 DeNA 베이스타스에 입단하였다.

### 한국 프로야구 시절

#### SK 와이번스&SSG 랜더스시절
2017년 5월부터 어깨 부상으로 퇴출된 대니 워스를 대체할 외국인 타자로 영입됐다. 2021년 10월 31일에 은퇴를 선언했다.

## 야구선수 은퇴 후
2022년부터 GREAT LAKE CANADIANS의 퍼포먼스 디렉터로 활동한다.

## 별명
- 그가 좋은 타격감을 보이며 활약할 때 그의 이름과 더글러스 맥아더 장군을 합친 '로맥아더 장군'이라고 불린다.
- '꼰대'와 그의 이름을 합친 '꼰맥'이라고 불린다.